# Campeonato Mundial de Ciclismo en Pista de 1973
El LXX Campeonato Mundial de Ciclismo en Pista se celebró en San Sebastián (España) entre el 22 y el 27 de agosto de 1973 bajo la organización de la Unión Ciclista Internacional (UCI) y la Real Federación Española de Ciclismo.
Las competiciones se realizaron en el Velódromo de Anoeta de la ciudad vasca. En total se disputaron 11 pruebas, 10 masculinas (3 profesionales y 6 amateur) y 2 femeninas.

## Medallistas

### Masculino profesional
| Evento                 | Oro                          | Plata                      | Bronce                     |
| ---------------------- | ---------------------------- | -------------------------- | -------------------------- |
| Velocidad individual   | Robert Van Lancker · Bélgica | Giordano Turrini · Italia  | Ezio Cardi · Italia        |
| Persecución individual | Hugh Porter Reino Unido      | René Pijnen · Países Bajos | Ferdinand Bracke · Bélgica |
| Medio fondo            | Cees Stam · Países Bajos     | Piet de Wit · Países Bajos | Christian Raymond Francia  |

### Masculinoamateur
| Evento                  | Oro                                                         | Plata                                                              | Bronce                                                                          |
| ----------------------- | ----------------------------------------------------------- | ------------------------------------------------------------------ | ------------------------------------------------------------------------------- |
| Velocidad individual    | Daniel Morelon Francia                                      | Anatoli Yablunovski URSS                                           | Giorgio Rossi · Italia                                                          |
| Persecución individual  | Knut Knudsen · Noruega                                      | Herman Ponsteen · Países Bajos                                     | Rupert Kratzer RFA                                                              |
| Persecución por equipos | RFA Günther Schumacher Peter Vonhof Hans Lutz Günter Haritz | Reino Unido Michael Bennett Richard Evans Ian Hallam William Moore | Países Bajos · Gerrie Fens · Peter Nieuwenhuis · Herman Ponsteen · Roy Schuiten |
| 1 km contrarreloj       | Janusz Kierzkowski · Polonia                                | Eduard Rapp URSS                                                   | Herman Ponsteen · Países Bajos                                                  |
| Medio fondo             | Horst Gnas RFA                                              | Rainer Podlesch RFA                                                | Gabriël Minneboo · Países Bajos                                                 |
| Tándem                  | Checoslovaquia Vladimír Vačkář Miroslav Vymazal             | URSS Viktor Kopylov Vladimir Semenets                              | RDA Hans-Jürgen Geschke Werner Otto                                             |

### Femenino
| Evento                 | Oro                         | Plata                        | Bronce                   |
| ---------------------- | --------------------------- | ---------------------------- | ------------------------ |
| Velocidad individual   | Sheila Young Estados Unidos | Iva Zajíčková Checoslovaquia | Galina Yermolayeva URSS  |
| Persecución individual | Tamara Garkushina URSS      | Cornelia Hage · Países Bajos | Beryl Burton Reino Unido |

## Medallero
| Núm. | País           | Oro | Plata | Bronce | Total |
| ---- | -------------- | --- | ----- | ------ | ----- |
| 1    | RFA            | 2   | 1     | 1      | 4     |
| 2    | Países Bajos   | 1   | 4     | 3      | 8     |
| 3    | URSS           | 1   | 3     | 1      | 5     |
| 4    | Reino Unido    | 1   | 1     | 1      | 3     |
| 5    | Checoslovaquia | 1   | 1     | 0      | 2     |
| 6    | Bélgica        | 1   | 0     | 1      | 2     |
| 6    | Francia        | 1   | 0     | 1      | 2     |
| 8    | Estados Unidos | 1   | 0     | 0      | 1     |
| 8    | Noruega        | 1   | 0     | 0      | 1     |
| 8    | Polonia        | 1   | 0     | 0      | 1     |
| 11   | Italia         | 0   | 1     | 2      | 3     |
| 12   | RDA            | 0   | 0     | 1      | 1     |
|      | TOTAL          | 11  | 11    | 11     | 33    |